# Costus oblongus
Costus oblongus är en enhjärtbladig växtart som beskrevs av Shao Quan Tong. Costus oblongus ingår i släktet Costus och familjen Costaceae. Inga underarter finns listade.